# Syndicat des personnels des laboratoires de l'Éducation nationale
 (octobre 2022).
Le Syndicat des personnels des laboratoires de l'Éducation nationale et de l'enseignement supérieur (SPLEN-SUP) a été créé en 1973. Il est adhérent à la Confédération syndicale de l'Éducation nationale (CSEN) et affilié à la FGAF (Fédération générale autonome des fonctionnaires) depuis le 1er septembre 2010 après consultation de ses adhérents organisée en juin 2010 (7 % de votes favorables).
Il a pour objet l'étude et la défense des droits, ainsi que les intérêts matériels et moraux tant collectifs qu'individuels des personnels des laboratoires de l'Éducation nationale à savoir les adjoints techniques de laboratoire (catégorie C) et les techniciens de laboratoire (catégorie B).
Il est majoritaire dans son champ d'activité[source secondaire souhaitée] avec 3,8 % des suffrages exprimés lors des élections professionnelles des représentants du personnel aux commissions administratives paritaires nationales (CAPN) de mars 2008 :